# Pelargonium heterophyllum
Pelargonium heterophyllum är en näveväxtart som beskrevs av Nikolaus Joseph von Jacquin. Pelargonium heterophyllum ingår i släktet pelargoner, och familjen näveväxter. Inga underarter finns listade i Catalogue of Life.